# 八木電子
八木電子株式会社（やぎでんし）は、かつて存在した日立国際ソリューションズの製造部門子会社。本社を秋田県にかほ市に置き、アンテナなどの通信機器製造と各種通信システムを一貫生産していた。後継会社は日立国際八木ソリューションズ。

## 概要
八木電子は、地上デジタル放送対応UHFアンテナなどの家庭用テレビ受信機、CATVの共同受信機やブースター、防災無線機器などの業務用通信機器のアンテナ、増幅器といった通信機器を生産していた。
2006年、八木アンテナ大宮工場の製造部門が八木電子に移管され、CATVシステムやテレビ放送送信・中継設備、各種業務通信システムなどを、八木アンテナの注文に基づき製造していた。

## 本社・事業所
- 本社工場/秋田県にかほ市平沢字井戸尻45
- 鳥取事業所/鳥取県鳥取市河原町今在家浜600

## 沿革
- 1968年（昭和43年）11月 - 秋田県誘致企業101号として秋田八木電子株式会社が設立。
- 1973年（昭和48年） - 鳥取八木電子株式会社が設立。
- 2003年（平成15年） - 秋田八木電子株式会社が鳥取八木電子株式会社を吸収合併し、八木電子株式会社に商号変更。
- 2006年（平成18年） - 八木アンテナ大宮工場の製造部門が八木電子に移管。
- 2013年（平成25年）4月1日 - 日立国際電気サービス（日立国際八木ソリューションズに改称）を存続会社として、八木アンテナ、日立国際電気エンジニアリング、八木電子が合併[1]。会社消滅。